# Percy Jackson – Diebe im Olymp (Film)
Percy Jackson – Diebe im Olymp (Originaltitel Percy Jackson & the Olympians: The Lightning Thief) ist ein US-amerikanischer Fantasyfilm und zugleich die Verfilmung des ersten Romans der Percy-Jackson-Reihe von Rick Riordan aus dem Jahr 2010 unter der Regie von Chris Columbus. Der Kinostart war in Deutschland am 11. Februar 2010 und in den Vereinigten Staaten einen Tag später. In den Hauptrollen sind Logan Lerman als Percy Jackson sowie Brandon T. Jackson und Alexandra Daddario als Percys Freunde Grover Underwood und Annabeth Chase zu sehen.

## Handlung
Der Teenager Percy (Perseus) Jackson besucht eine New Yorker Schule. Zusammen mit seinem gehbehinderten Freund Grover führt er dort ein unscheinbares Leben, obgleich ihm seine Legasthenie und seine ADHS im Unterricht zu schaffen machen. Entspannung findet er im Wasser, wo er abschalten und nachdenken kann. Beim Besuch eines griechischen Museums wird er von seiner Aushilfslehrerin, die sich in eine Furie verwandelt, angegriffen, die einen angeblich von ihm gestohlenen Herrscherblitz einfordert. Sein Freund Grover und sein Lateinlehrer Mr. Brunner können jedoch rechtzeitig eingreifen und die Furie vertreiben. Brunner befiehlt Grover, Percy an einen sicheren Ort zu bringen. Grover unterrichtet die Mutter des über die Vorkommnisse noch im Unklaren gelassenen Percy, die sofort mit den beiden an einen geheimen Ort fliehen will. Auf dem Weg dorthin werden sie von einem Minotaurus angegriffen, der seine Mutter scheinbar umbringt. Daraufhin tötet Percy den Minotaurus.
Percy und Grover gelangen ins „Camp Half Blood“, wo Percy erfährt, dass er der Sohn des Meeresgottes Poseidon und damit ein Halbgott und sein Freund Grover ein Satyr ist, der von den Göttern beauftragt wurde, Percy zu beschützen. Brunner entpuppt sich als Chiron, ein Zentaur. Er teilt ihm mit, dass Zeus’ Herrscherblitz gestohlen wurde und Percy als Dieb beschuldigt wird. Zudem erfährt er vom plötzlich auftauchenden Hades, dass seine Mutter nicht etwa getötet, sondern in die Unterwelt entführt wurde. Zusammen mit Grover und seiner neuen Freundin Annabeth, einer Tochter der Athene, die er im Camp kennengelernt hat, macht er sich auf den Weg, seine Mutter aus dem Hades zu befreien und bis zur Sommersonnenwende zu beweisen, dass er den Herrscherblitz nicht gestohlen hat. Eine Hilfe finden sie in Luke, dem Sohn des Hermes, den er im „Camp Half Blood“ kennengelernt hatte. Von ihm erhält er dessen „Lieblingsschutzschild“, geflügelte Schuhe, mit denen man fliegen kann, und eine magische Karte, die ihnen den Weg zu drei Perlen zeigt, mit deren Hilfe man wieder aus der Unterwelt freikommt. Zu diesem Zweck suchen die drei nun die drei Perlen, welche sich quer über die Vereinigten Staaten verstreut befinden. Zuerst reisen sie in ein geschlossenes Gartenbauzentrum im Nordosten der USA, dann nach Nashville in den dortigen Parthenon und zuletzt nach Las Vegas in das dortige Lotus-Hotel. Sie können die Perlen der Medusa, der Hydra und den Lotosessern letztlich entreißen. Der Eingang in die Unterwelt befindet sich neben dem berühmten „Hollywood“-Schriftzug in Los Angeles.
In der Unterwelt stellt er sich Hades, der dort zusammen mit seiner Frau Persephone lebt, und versucht ihn von seiner Unschuld zu überzeugen. Doch Hades entdeckt zufällig den gesuchten Herrscherblitz im Schild von Percy, welchen ihm Luke, angeblich zu seinem Schutz, mitgegeben hat. Hades nimmt den Blitz an sich und will Percy, seine Mutter und Freunde töten, doch Persephone, die Hades’ Grausamkeit nicht mehr ertragen will, gelingt es, ihm den Blitz wegzunehmen und ihn damit unschädlich zu machen. Angst vor Hades hat sie keine, denn sie befindet sich schließlich ohnehin schon in der Hölle. Daraufhin fliehen Percy, seine Mutter und Annabeth mit Hilfe der drei zuvor zusammengetragenen Perlen aus der Unterwelt. Da jede Perle nur eine Person befreien kann, muss Grover zurückbleiben.
Nachdem die drei aus der Unterwelt entkommen sind, treffen sie auf Luke, der zugibt, den Herrscherblitz gestohlen zu haben, um so einen Krieg der Götter zu provozieren, damit die „neue Generation“ die alten Götter ablösen kann. Percy besiegt ihn daraufhin im Zweikampf, bei dem er seine telekinetischen Kräfte einsetzt und mit ihnen kontrolliert Wasser bewegt. Über das Dach des Empire State Buildings betritt er den Olymp und übergibt Zeus den Herrscherblitz. Damit hat er einen Krieg der Götter verhindert. Als Belohnung gewährt ihm Zeus einen Wunsch. Percy wünscht Grovers Befreiung aus der Unterwelt und erhält darüber hinaus ein paar Minuten Redezeit mit seinem Vater, dem es per Zeus’ Erlass – wie allen andern Göttern auch – eigentlich untersagt ist, mit seinen halbmenschlichen Kindern zu sprechen. Anschließend kehrt Percy ins „Camp Half Blood“ zurück und trainiert mit Annabeth für kommende Aufgaben.
In einer Szene inmitten des Nachspanns öffnet Percys Stiefvater den Kühlschrank und sieht den abgeschlagenen Kopf der Medusa. Die Schlangenhaare richten sich auf, und im darauf folgenden Abspann ertönt das Geräusch seiner Versteinerung.

## Synchronisation
Die deutsche Synchronisation entstand bei der Film- und Fernseh-Synchron GmbH in Berlin. Das Dialogbuch wurde von Klaus Bickert verfasst. Der Dialogregisseur war Frank Schaff.
| Rolle            | Schauspieler       | Synchronsprecher         |
| Percy Jackson    | Logan Lerman       | Ozan Ünal                |
| Grover Underwood | Brandon T. Jackson | Marcel Collé             |
| Annabeth Chase   | Alexandra Daddario | Julia Kaufmann           |
| Luke Castellan   | Jake Abel          | Tommy Morgenstern        |
| Chiron           | Pierce Brosnan     | Frank Glaubrecht         |
| Poseidon         | Kevin McKidd       | Bernd Vollbrecht         |
| Zeus             | Sean Bean          | Torsten Michaelis        |
| Hades            | Steve Coogan       | Jürgen Heinrich          |
| Persephone       | Rosario Dawson     | Claudia Urbschat-Mingues |
| Sally Jackson    | Catherine Keener   | Arianne Borbach          |
| Medusa           | Uma Thurman        | Petra Barthel            |
| Athene           | Melina Kanakaredes | Gundi Eberhard           |

## Hintergrund
Vorlage für den Film war der erste Percy-Jackson-Roman Percy Jackson – Diebe im Olymp (2005) des Schriftstellers Rick Riordan. Die Rechte sicherte sich 20th Century Fox bereits vor Erscheinen des Jugendbuches 2004. Die Dreharbeiten fanden vom April 2009 bis zum 25. Juli 2009 in Vancouver und im Parthenon von Nashville, einer Replik des Original-Parthenons von Athen, statt. Regie führte Chris Columbus, der mit Harry Potter und der Stein der Weisen und Harry Potter und die Kammer des Schreckens bereits zwei Jugendbuch-Verfilmungen gedreht hatte.
Für den Film wurde das Alter der Hauptperson gegenüber dem Roman um fünf Jahre angehoben.
Der Film startete am 11. Februar 2010 in den Kinos und konnte bei einem Produktionsbudget von 95 Mio. US-Dollar über 226 Mio. US-Dollar an den Kinokassen einnehmen. In Deutschland sahen ihn 905.625 Kinobesucher. Am 16. Juli 2010 erschien der Film auf DVD und BD. Erstmals im deutschen Fernsehen lief er am 15. April 2012 auf ProSieben.

## Kritiken
Der Film wurde von der Kritik überwiegend negativ aufgenommen. Insbesondere die voraussehbare Handlung mit Schnitzeljagd-Charakter und die reaktionären Stilelemente ließen den Film bei der Kritik durchfallen. Außerdem wurde dem Film vorgeworfen, dass er wenig subtil versucht, auf der Harry-Potter-Erfolgswelle mitzuschwimmen.

„Percy Jackson – Diebe im Olymp ist ein zynisches Reißbrettprodukt, das erkennbar den Auftakt einer ganzen Percy-Jackson-Serie bilden soll. Das, bei Zeus, mögen die Götter verhindern.“

„Trotz beträchtlicher Schauwerte eher fantasiearme Verfilmung eines Fantasy-Romans; die Begegnung von antiker Mythologie und zeitgenössischer US-Lebenswelt entwickelt mehr unfreiwillige Komik als Charme.“

„Eigentlich bietet die griechische Mythologie genügend Stoff für spannende Fantasy-Geschichten. Doch was hier daraus gemacht wurde, ist schierer Blödsinn. Angefangen von der Vermessenheit der Amerikaner, dass sich alle Götter nun in den USA tummeln und der Eingang zum Olymp sich im Empire State Building befindet, über die offensichtlichen ‚Harry Potter‘-Anleihen (Regisseur Chris Columbus drehte auch die ‚Harry Potter und der Stein der Weisen‘ und ‚Harry Potter und die Kammer des Schreckens‘) bis hin zu schlampig inszenierten Szenen, ist dies ein Ärgernis sondergleichen. Hier bleibt man nur im Kinosessel sitzen, um zu sehen, wie arg es noch getrieben wird. Während Kevin McKidd als Poseidon oder Uma Thurman als Medusa eine gute Figur abgeben, sind andere (angefangen bei Sean Bean als Zeus bis Pierce Brosnan als Zentaur) schlicht peinlich. Außer ein paar gelungenen Szenen und Tricks hat dieses hirnlose Spektakel nichts zu bieten.“

## Fortsetzung
Die Verfilmung des zweiten Bandes der Roman-Reihe, Percy Jackson – Im Bann des Zyklopen, ist am 15. August 2013 in den Kinos angelaufen. Am 1. April 2013 wurde der erste Trailer veröffentlicht.
Als Drehbuchautoren wurden Scott Alexander und Larry Karaszewski verpflichtet. Thor Freudenthal übernahm die Regie, während Chris Columbus als Produzent fungierte. Der Großteil des Casts des ersten Films blieb erhalten, so unter anderem Logan Lerman, Brandon T. Jackson, Alexandra Daddario, Sean Bean, Kevin McKidd und Catherine Keener. Pierce Brosnan spielte allerdings nicht mehr die Rolle des Centauren Chiron, stattdessen wurde Anthony Head für diese Rolle verpflichtet. Luke Camilleri spielt nicht mehr die Rolle des Dionysos („Mr.D“), er wird in der Fortsetzung durch Stanley Tucci ersetzt. Ebenso erfolgt eine Ersetzung der Rolle von Dylan Neal durch Nathan Fillion, welcher Hermes spielte.

## Unterschiede zwischen Film und Buch
Es gibt teilweise große Unterschiede zwischen dem Roman und der Filmumsetzung. Diese sind zum Beispiel:
- Im Buch ist Percy erst zwölf, im Film dagegen sechzehn Jahre alt.
- Im Buch tötet Percy Mrs. Dodds, welche sich in eine Furie verwandelt, mit dem Kugelschreiber, den er von Mr. Brunner erhalten hat. Im Film wird sie von Mr. Brunner und Grover vertrieben.
- Im Film ist bereits bekannt, dass Percy der Sohn des Poseidon ist, im Buch stellt sich das erst später heraus.
- Im Film wird Annabeth als leidenschaftliche Kriegerin dargestellt – im Buch jedoch interessiert sie der Schwertkampf kaum. Sie widmet sich mehr den wissenschaftlichen Bereichen (speziell der Architektur). Außerdem wird sie im Buch als blond beschrieben, im Film hat sie jedoch zunächst braunes Haar.
- Grover ist im Buch bereits ein vollwertiger „Hüter“, hat aber seinen letzten Auftrag nicht erfolgreich abschließen können. Indem er Percy begleitet, erhofft er sich eine „Suchlizenz“, die es ihm ermöglicht nach Pan zu suchen. Im Film ist Grover dagegen noch „Juniorbeschützer“, der sich seine Hörner noch nicht verdient hat.
- Im Buch ist Dionysos der Leiter des Camp Half-Blood und wird „Mr. D“ genannt.
- Im Film wird die Hüttenaufteilung nicht genau thematisiert. Im Buch hat jeder der olympischen Götter eine Hütte, in der seine Kinder im Camp leben.
- Hades taucht im Buch nicht im Camp auf.
- Die Szene mit dem Abendessen im Pavillon gibt es im Film nicht.
- Die Fichte der Thalia kommt im Film nicht vor.
- Im Buch wird Chiron mit einem weißen Pferdekörper dargestellt. Im Film ist der Pferdekörper braun.
- Im Buch sind Annabeth, Luke und Percy bei der Flaggeneroberung im selben Team. Im Film ist Annabeth im gegnerischen Team. Außerdem erobert im Buch nicht Percy, sondern Luke die Flagge.
- Die Figuren der Clarisse (eine Tochter von Ares und einer Sterblichen) und des Orakels von Delphi kommen im Film nicht vor. Ebenso fehlt Ares selbst, welcher im Buch eine entscheidende Rolle spielt.
- Viele im Buch auftauchende Figuren und Monster der griechischen Mythologie wie Prokrustes, die Chimäre und Echidna oder Kerberos fehlen im Film.
- Die Szene mit der Hydra im Parthenon in Nashville gibt es im Buch nicht. Dafür wurden im Film andere Stationen der Reise weggelassen.
- Die magischen Perlen werden Percy, nachdem er mit Annabeth und Grover L.A. erreicht hat, unter Wasser von einer Nereide als Geschenk übergeben.
- Die fliegenden Schuhe trägt im Buch Grover und nicht Percy.
- Im Buch wird Hades zusätzlich der Helm der Finsternis gestohlen. Hades hat kein Interesse am Herrscherblitz oder an einem Krieg, da der Krieg zu viele Opfer bringen würde und sich so sein Totenreich unnötig erweitern und noch mehr Chaos in die bereits überfüllte Unterwelt bringen würde.
- Im Buch taucht Persephone gar nicht auf, im Film spielt sie eine wichtige Rolle.
- Am Ende des Buches gibt es keinen Kampf zwischen Percy und Luke auf dem Empire State Building. Luke lockt Percy unter dem Vorwand sich verabschieden zu wollen in den Wald innerhalb des Camps. Dort beschwört er einen Skorpion, damit dieser Percy tötet, und verschwindet aus dem Camp. Percy kann den Skorpion töten, wird aber von ihm gestochen und lebensgefährlich verletzt. Nur dank Chirons medizinischen Kenntnissen überlebt Percy.